# A Musical Affair World Tour
A Musical Affair World Tour fue la gira de conciertos del grupo inglés de crossover clásico Il Divo. La gira se llevó a cabo para promover el disco A Musical Affair de 2013, que consistía en una distintiva interpretación romántica y emotiva de Il Divo en clásicos musicales en los temas Tonight, Some Enchanted Evening, If Ever I Would Leave You, Can You Feel the Love Tonight a dúo con Lea Salonga, Memory, I Will Always Love You, Don't Cry for Me Argentina, Pour que tu m'aimes encore, Somewhere, The Winner Takes It All,  Bring Him Home,  Love Changes Everything, Who Can I Turn To?, The Music Of The Night a dúo con Lea Salonga, The Impossible Dream, You'll Never Walk Alone, My Way y Con te partirò - Time To Say Goodbye a dúo con Lea Salonga. 
Se inició el 7 de noviembre de 2013 en el Marquis Theater de Broadway y concluyó el 11 de noviembre de 2014 en Oberhausen, Alemania, visitando las ciudades de los Estados Unidos, Europa, Canadá y Australia. 
El viaje fue promovido por AEG Live. La estrella invitada de la gira fue Lea Salonga, para interpretar duetos junto a Il Divo. 

## Actos de apertura
Para presentar el disco «A Musical Affair» y la gira, realizaron una serie de seis únicos conciertos en el Marquis Theater de Broadway del 7 al 13 de noviembre de 2013, denominado «Il Divo - A Musical Affair: The Greatest Songs of Broadway», conciertos en los que Il Divo interpretó los temas incluidos en su séptimo álbum, canciones conocidas, pero a la vez con un aporte de un sonido y un concepto nuevos y en Broadway; algo nuevo y más teatral.
La cantante ganadora de premios Tony y Grammy Heather Headley, que colabora en el álbum, también asistió de invitada especial durante las funciones en el Marquis Theater. David citó que «traer un espectáculo a un teatro de Broadway en Nueva York será una experiencia única. Estar en mitad de Times Square, la cuna de los musicales de Broadway nos ayudará a subir el listón. Y que nuestro nombre aparezca en el cartel iluminado del teatro Marriot Marquis será absolutamente maravilloso».

## Repertorio
| ‘A Musical Affair World Tour´ incluye las siguientes actuaciones: |                                                              |          |  |
| N.º                                                               | Título                                                       | Duración |  |
| 1.                                                                | «Tonight»                                                    |          |  |
| 2.                                                                | «Some Enchanted Evening»                                     |          |  |
| 3.                                                                | «If Ever I Would Leave You»                                  |          |  |
| 4.                                                                | «Can You Feel the Love Tonight (dúo con Lea Salonga)»        |          |  |
| 5.                                                                | «Memory (dúo con Lea Salonga)»                               |          |  |
| 6.                                                                | «I Will Always Love You»                                     |          |  |
| 7.                                                                | «Don't Cry for Me Argentina»                                 |          |  |
| 8.                                                                | «Pour que tu m'aimes encore»                                 |          |  |
| 9.                                                                | «Somewhere»                                                  |          |  |
| 10.                                                               | «The Winner Takes It All»                                    |          |  |
| 11.                                                               | «Bring Him Home»                                             |          |  |
| 12.                                                               | «Love Changes Everything»                                    |          |  |
| 13.                                                               | «Who Can I Turn To?»                                         |          |  |
| 14.                                                               | «The Music Of The Night (dúo con Lea Salonga)»               |          |  |
| 15.                                                               | «The Impossible Dream»                                       |          |  |
| 16.                                                               | «You'll Never Walk Alone»                                    |          |  |
| 17.                                                               | «My Way»                                                     |          |  |
| 18.                                                               | «A Whole New World (dúo con Lea Salonga)»                    |          |  |
| 19.                                                               | «Con te partirò - Time To Say Goodbye (dúo con Lea Salonga)» |          |  |

## Fechas del Tour
| Fecha      | Ciudad                  | País           | Lugar                       |
| ---------- | ----------------------- | -------------- | --------------------------- |
| 7/11/2013  | Nueva York              | Estados Unidos | Marquis Theater             |
| 8/11/2013  | Nueva York              | Estados Unidos | Marquis Theater             |
| 9/11/2013  | Nueva York              | Estados Unidos | Marquis Theater             |
| 10/11/2013 | Nueva York              | Estados Unidos | Marquis Theater             |
| 11/11/2013 | Nueva York              | Estados Unidos | Marquis Theater             |
| 12/11/2013 | Nueva York              | Estados Unidos | Marquis Theater             |
| 13/11/2013 | Nueva York              | Estados Unidos | Marquis Theater             |
| 15/11/2013 | Bangor (Maine)          | Estados Unidos | Cross Insurance Center      |
| 17/11/2013 | Waterbury (Connecticut) | Estados Unidos | Palace Theater              |
| 19/11/2013 | Bethlehem (Pensilvania) | Estados Unidos | Sans Bethlehem Event Center |
| 21/12/2013 | Rama (Ontario)          | Canadá         | Casino Rama                 |
| 22/02/2014 | Seúl                    | Corea del Sur  |                             |
| 26/02/2014 | Tokio                   | Japón          |                             |
| 27/02/2014 | Tokio                   | Japón          |                             |
| 28/02/2014 | Nagoya                  | Japón          |                             |
| 3/03/2014  | Osaka                   | Japón          |                             |
| 4/03/2014  | Osaka                   | Japón          |                             |
| 5/03/2014  | Osaka                   | Japón          |                             |
| 6/03/2014  | Hiroshima               | Japón          |                             |
| 8/03/2014  | Kanazawa                | Japón          |                             |
| 10/03/2014 | Tokio                   | Japón          |                             |
| 11/03/2014 | Tokio                   | Japón          |                             |
| 23/03/2014 | Hong Kong               | China          |                             |